# Сепаратриса (математика)
У математиці сепаратриса (від англ. separates — окремо) — це межа, що розділяє два режими поведінки, що описуються диференціальними рівняннями.
Іншими словами:
Сепаратриса — це фазова траєкторія, що розмежовує інші траєкторії різного фазового типу.

## Приклади

### Простий маятник

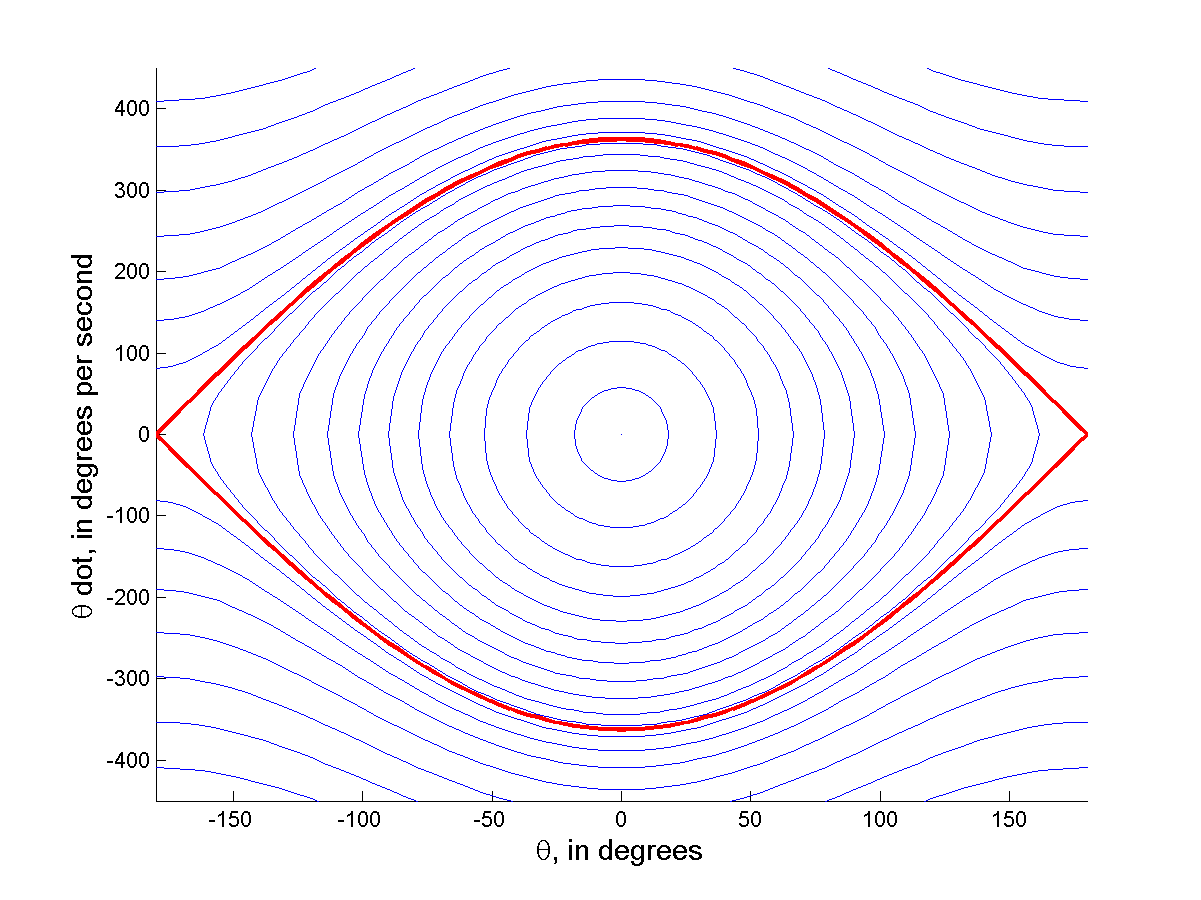
Фазовий простір для простого маятника

Розглянемо диференціальне рівняння, що описує рух простого маятника:
{\displaystyle {d^{2}\theta  \over dt^{2}}+{g \over \ell }\sin \theta =0.}
де {\displaystyle \ell } — довжина маятника, {\displaystyle g} — прискорення сили тяжіння і {\displaystyle \theta } — кут між маятником і вертикаллю вниз. У цій системі існує збережувана величина {\displaystyle H} (гамільтоніан), яка визначається як
{\displaystyle H={\frac {{\dot {\theta }}^{2}}{2}}-{\frac {g}{\ell }}\cos \theta .}
З цим визначенням можна побудувати траєкторію константи {\displaystyle H} у фазовому просторі системи. Фазовий простір являє собою графік із {\displaystyle \theta } по горизонтальній осі і {\displaystyle {\dot {\theta }}} по вертикальній осі — див. рисунок праворуч. Тип отриманої траєкторії залежить від значення {\displaystyle H}.
Якщо {\displaystyle H<-{\frac {g}{\ell }}}, то траєкторії не існує (оскільки {\displaystyle {\dot {\theta }}} має бути уявним).
Якщо {\displaystyle -{\frac {g}{\ell }}<H<{\frac {g}{\ell }}}, то траєкторія буде простою замкнутою кривою, яка є майже колом для малих {\displaystyle H} і набуває форми «ока», коли {\displaystyle H} наближається до верхньої межі. Ці траєкторії відповідають маятнику, який періодично коливається з боку в бік.
Якщо {\displaystyle {\frac {g}{\ell }}<H}, то траєкторія незамкнута, і це відповідає маятнику, який вічно коливається повними колами.
У цій системі сепаратрисою є крива, яка відповідає {\displaystyle H={\frac {g}{\ell }}}. Вона розділяє фазовий простір на дві окремі області, кожна з яких має свій тип руху. Область усередині сепаратриси містить усі траєкторії фазового простору, які відповідають маятнику, що коливається вперед і назад, тоді як область поза сепаратрисою містить усі траєкторії фазового простору, які відповідають безперервному обертанню маятника по колу у вертикальних площинах.

### Модель Фіцг'ю— Нагумо

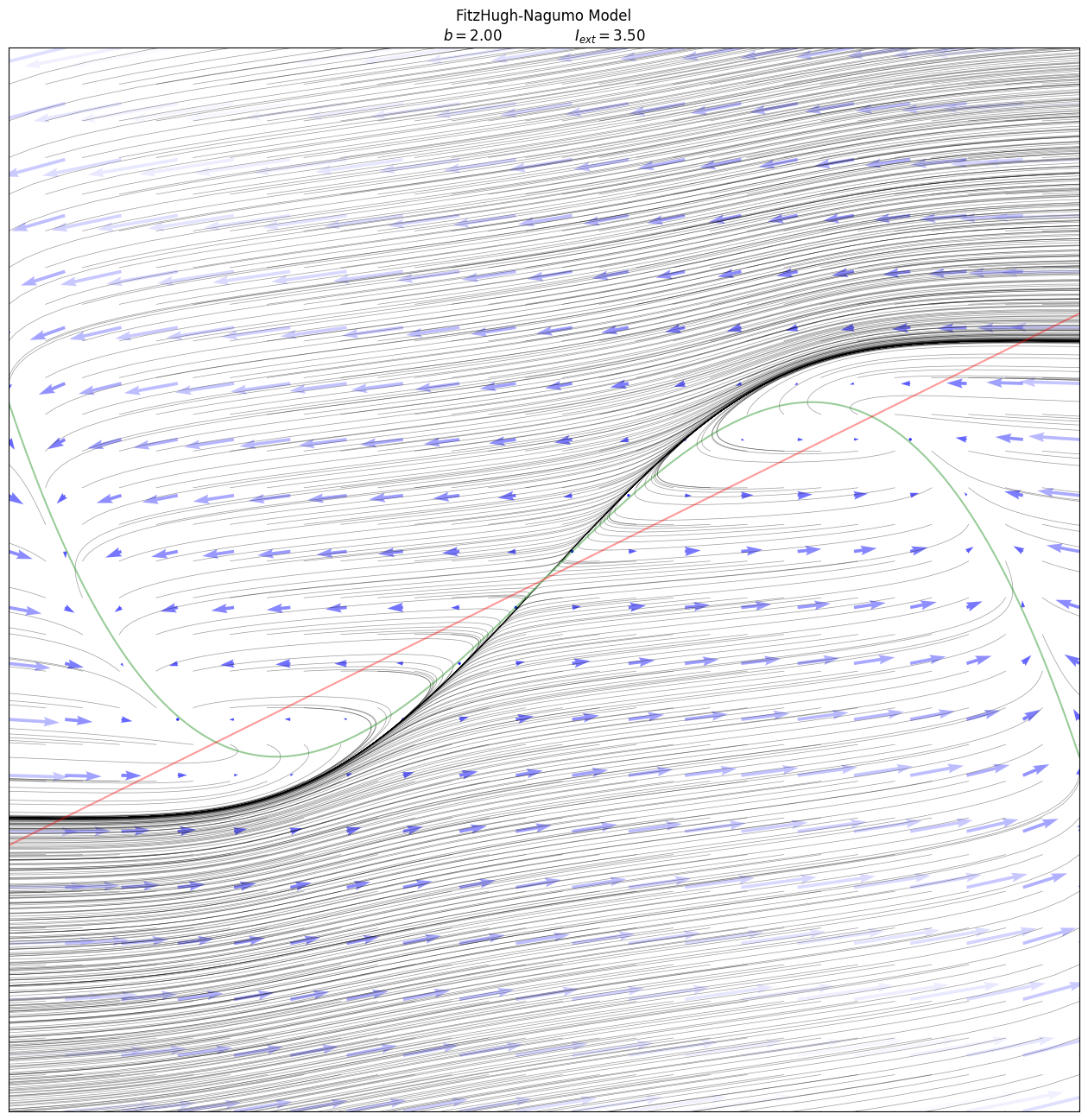
Коли, ми можемо легко побачити сепаратрису та два басейни притягання, розв'язавши траєкторії назад у часі.

У моделі Фітцг'ю — Нагумо, коли лінійна нулькліна пронизує кубічну нулькліну на лівій, середній і правій гілках по одному разу, система має сепаратрису. Траєкторії ліворуч від сепаратриси збігаються до лівої стійкої рівноваги, і аналогічно для правої. Сама сепаратриса є стійким многовидом для сідлової точки в середині.
Сепаратрису можна чітко побачити шляхом чисельного розв'язання траєкторій назад у часі. Оскільки при розв'язуванні траєкторій уперед у часі вони розходяться від сепаратриси, то при розв'язанні назад у часі траєкторії збігаються до сепаратриси.